# بنتس (نبات)

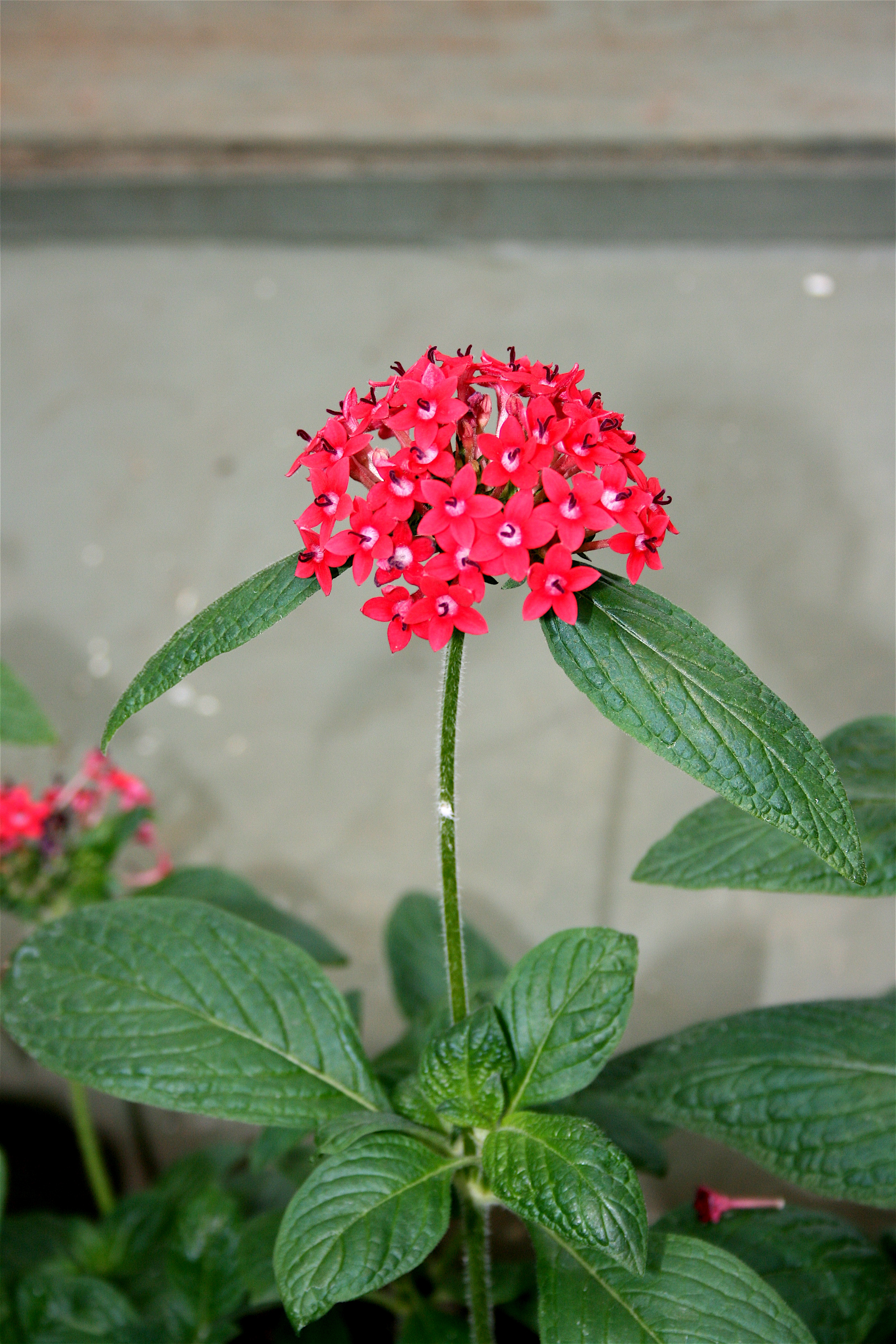

بنتس (الاسم العلمي: Pentas Lanceolata)، هو نبات ينتمي إلى فوية (فصيلة: Rubiaceae).